# 바자 마르그벨라슈빌리
바자 카하스 제 마르그벨라슈빌리(조지아어:  ვაჟა კახას ძე მარგველაშვილი, 1993년 10월 3일~)는 조지아의 유도 선수이다. 올림픽에 3회 참가했고 2020년 하계 올림픽에서 남자 하프라이트급(-66kg) 은메달을 획득했다. 또한 세계 선수권 대회에서 동메달 2개를 획득했으며 유럽 선수권 대회에서 금메달 2개, 은메달 1개를 획득했다.